# 王计兵
王计兵（1969年11月—），中華人民共和國詩人，外賣員，中国共产党党员，徐州作家协会会员。笔名「拾荒」，外號「外卖诗人」。截至2023年年初，王计兵创作的诗歌有4000余首，公開發表的詩歌有百餘首，有40余首发表在省级刊物上，並且獲得過20-30個獎項。

## 生平
王计兵出生在江蘇省徐州邳州一个农村家庭。王计兵曾前往武校讀書，但是由於基本没有文化课，初二時王计兵辍学，並跟着父亲做农活。1985年起，王计兵離開邳州前往中國各地打工，他來到沈阳，在建筑队里当小工。1992年，王计兵返回邳州家鄉，写下兩千字小说《小车进村》，並被刊登在杂志《百花园》上。這部小說反映的是蘇北農村生活。後來王计兵十余篇作品刊登在杂志上，並打算创作一部长篇小说，於是開始一直寫作，连续几个月不出来干农活。其父認為其不务正业，於是趁王计兵離開屋子的時候將其手稿焚毁。王计兵为此与父亲两个月没有交流过。
1993年，王计兵又離開家鄉四處打工。他在中國东北当过钳工，在新疆砌土坯，在山东做水果批发。2002年前后，王计兵一家來到苏州昆山市定居，並開了家超市。王计兵從2008年开始写诗。2009年，他开始在网络上发表文字。2017年，他開始向各家雜誌投稿自己寫的诗歌。2018年，王计兵成为徐州市作家协会會员。
2019年，由於超市經營困難，王计兵開始在昆山市兼職送外賣，早上整理店鋪，中午開始在饿了么上接單。他成为外卖骑手时的年龄已达50岁，成为所属站点内年龄最大的外卖员。2022年7月20日，他寫的與外賣騎手有關的詩《赶时间的人》被诗人陈朝华在新浪微博上转发后引發2000萬網友關注，10萬人轉發。而他因為在送餐路上創作不少作品，而被网友称为「骑行诗人」。有6家出版社找到王计兵，希望他能出書，王计兵推掉了5家出版社，並選擇其中的一家名為真故图书的出版社出版自己的第一本诗集《赶时间的人：一个外卖员的诗》，詩集中共收录187首诗。該詩集最終於2022年底出版。後來他的另兩本詩集《我笨拙地爱着这个世界》、《低处飞行》陸續出版。
2025年1月，王计兵应2025年中央广播电视总台春节联欢晚会剧组之邀请，出席节目录制并为王菲单曲《世界赠予我的》报幕。而他的第四本诗集《手持人间一束光》于同月出版上市。
2025年6月，拟任徐州市全民阅读促进会副会长。

## 家庭
王计兵有三个孩子，截至2022年两个孩子上了大学，大女儿婚后有了两个孩子。